# ピョートル・アンデルジェフスキ
ピョートル・アンデルジェフスキ（ポーランド語: Piotr Anderszewski [pjɔtr andɛrˈʂɛfski], 1969年4月4日 - ）は、ポーランドのピアニスト。
姓・名の日本語表記については、「アンデルジェフスキ（ー）」や「アンデルシェフスキ（ー）」、「ピオトル」などの揺れが見られる。

## 経歴
1969年、ポーランドのワルシャワで生まれた。父親はポーランド人、母はハンガリア人で、ポーランド人とハンガリー人という過程であった。6歳でピアノの学習を開始。ワルシャワ音楽院に学んだほか、リヨン音楽院やストラスブール音楽院、ロサンゼルスにある南カリフォルニア大学に留学した。
1990年のリーズ国際コンクールでは、予選で弾いたベートーヴェンの《ディアベリ変奏曲》の圧倒的な演奏が絶賛されながらも、続くヴェーベルンの《ピアノのための変奏曲》での自身の演奏に納得できず、本選を棄権したことから、「完璧主義者」と評された。
フィリップスとヴァージン・クラシックスにて多数の録音を行っており、2000年と2008年にはブルーノ・モンサンジョン監督によって2つのドキュメント映像が制作された。前者では、ベートーヴェンのディアベリ変奏曲の演奏風景が、後者では、列車移動でヨーロッパで演奏旅行を行う姿が撮影されている。

## 受賞・栄典
- 1999年：シマノフスキ賞を受賞。
- 2001年：ロイヤル・フィルハーモニー協会から最優秀器楽演奏家賞を授与された。
- 2002年4月：栄えあるギルモア・アーティスト・アワードを獲得した[2]。

## レパートリー
フレデリック・ショパンやカロル・シマノフスキといった「お国もの」も取り上げてはいるが、バッハやモーツァルト、ベートーヴェン、ウェーベルンといったドイツ・オーストリアの音楽をレパートリーの中核に据えている。室内楽奏者としてはヴィクトリア・ムローヴァとの共演で、ヤナーチェクやドビュッシー、プロコフィエフ、ブラームスのヴァイオリン・ソナタを録音している。

## 家族・親族
- 姉：ドロータ・アンデルシェフスカ（Dorota Anderszewska）はヴァイオリニストである。